# 華貙
華貙（拼音：chū，注音：ㄔㄨ，粵音：ceoi1）（？—？），子姓，华氏，名貙，字子皮，宋国少司马。华费遂的儿子。
前521年华费遂的儿子華貙做少司马、华多僚做御士，华多僚与華貙不和，多次向宋元公诬陷華貙打算接纳逃亡的人。宋元公说：“司马因为我，让他的儿子（华登）逃亡。死和逃亡都是命中注定，我不能让他的儿子再逃亡。”华多僚回答说：“君王如果爱惜司马，就应当逃亡。死如果可以逃避，哪有什么远不远？”宋元公害怕，让侍者召来华费遂的侍者宜僚喝酒，让他告诉华费遂驱逐華貙。华费遂叹气说：“一定是多僚干的。我有一个造谣的儿子而不能杀死他，我又不死，国君有命，怎么办？”华费遂于是和宋元公商量驱逐華貙，打算華貙在孟诸打猎时驱逐他。宋元公给華貙酒喝，送他丰厚礼物，还赏赐随行的人。华费遂也像宋元公一样，张匄感到奇怪，说：“一定有原因。”让華貙把剑架在宜僚脖子上追问他，宜僚告诉了他，张匄想杀华多僚，華貙说：“司马年老了，华登的逃亡已很伤他的心，我要是加重他的伤心，不如逃亡。”五月十四日，華貙准备进见华费遂以后再走。在朝遇见华多僚为华费遂驾车上朝，张牼不能控制自己的愤怒，就和華貙、臼任、郑翩杀了华多僚，劫持了华费遂叛变，召集逃亡的人。五月二十日，华氏、向氏（华亥、向宁、华定）从陈国回到宋国南里以叛。楚国派薳越、吴国派公子苦雂、偃州员率军支持华氏，晋国派荀吴、齐国派乌枝鸣、苑何忌、卫国派公子朝率军支持宋元公。在宋国作战。宋军、齐军把华氏打得大败，包围南里，华亥拍着胸脯大喊，进见华貙，说：“我们成了晋国的栾氏了。”华貙说：“您不要吓唬我，碰上倒霉才会死呢。”前520年二月廿一日，华氏失败，在楚平王的保全下，宋国释放华亥、向宁、华定、华貙、华登、皇奄伤、省臧、士平逃亡楚国。